# ボンバルディア・トランスポーテーション
ボンバルディア・トランスポーテーション(Bombardier Transportation)は、かつて存在していたカナダのボンバルディアグループの鉄道部門。本社はドイツのベルリンに所在していた。2007年時点の社長はアンドレ・ナヴァーリ。

## 概要
鉄道車両の製造メーカーとしては1970年代に設立された比較的後発のメーカーであったが、相次ぐ買収により規模を一気に拡大させてきた。現在は世界最大の鉄道生産設備を誇り、車体だけではなく台車、電装品や運行および制御システムと幅広く、完全な鉄道システムを供給できる。総合鉄道関連メーカーとしては、シーメンス、アルストムと並ぶ「ビッグ3」の一つで、世界の鉄道車両製造では約2割強のシェアを有していた（他の2社もほぼ同程度、日本企業は主要6社を合わせて約1割）。2021年1月29日、アルストムに吸収合併された。

## 生産拠点
ボンバルディア・トランスポーテーションの生産設備は以下に所在する。
- 北アメリカ
  - カナダ
  - アメリカ合衆国
  - メキシコ
- ヨーロッパ
  - ベルギー
  - ドイツ
  - イギリス
  - フランス
  - イタリア
  - スペイン
  - スウェーデン
  - デンマーク
  - ポーランド
  - ノルウェー
  - スイス
  - オーストリア
  - ハンガリー
  - チェコ
- アジア
  - 中華人民共和国
  - インド
  - タイ王国
- 南アメリカ
  - ブラジル
- オセアニア
  - オーストラリア

## 歴史
ボンバルディア・トランスポーテーションは1974年に設立され、モントリオール運輸局 (Société de transport de Montréal, STCUM) からの契約を受注し、モントリオール向け地下鉄電車の製造を開始する。
1975年にはモントリオール・ロコモティブ・ワークス (Montreal Locomotive Works, MLW) を買収し、ボンバルディア・トランスポーテーションはLRC (Light, Rapid, Comfortable) の製造を行うようになる。ボンバルディア・グループは更にホーカー・シドレー・カナダを買収した。MLWはその後1988年にゼネラル・エレクトリックに売却された。
1980年代になると振り子式LRCの製造を始める。また、この頃から90年代にかけて欧州の多数の鉄道車両メーカーを買収してゆく。1988年にベルギーのBN Constructions Ferroviaires et Métalliquesを買収したことにはじまり、1989年にフランスのANF-Industries、1990年にイギリスのProcor Engineering、1995年にドイツのタルボット、1997年にドイツ（旧東ドイツ）の Deutsche Waggonbau AG (DWA) と、全土に及んだ。
そして、2001年にはドイツのダイムラー・クライスラー系鉄道車両メーカーアドトランツ(ADtranz)を買収し、世界で2番目に大きな鉄道車両メーカーに成長した。アドトランツの買収によりボンバルディア・トランスポーテーションは機関車製造メーカーとなった。
2020年2月17日、アルストムがボンバルディアの鉄道事業を買収することを発表、2021年1月29日に完了した。

## 製品
合併を繰り返した為、多岐に渡る。徐々に統廃合が進みつつある。

### 機関車
- ADtranz-SLM Lok 2000 シリーズ
- TRAXX シリーズ
  - IORE - TRAXX規格で世界最大の牽引力を持つ貨物用機関車。
- LRC 機関車
- HHP-8
- ALP-46

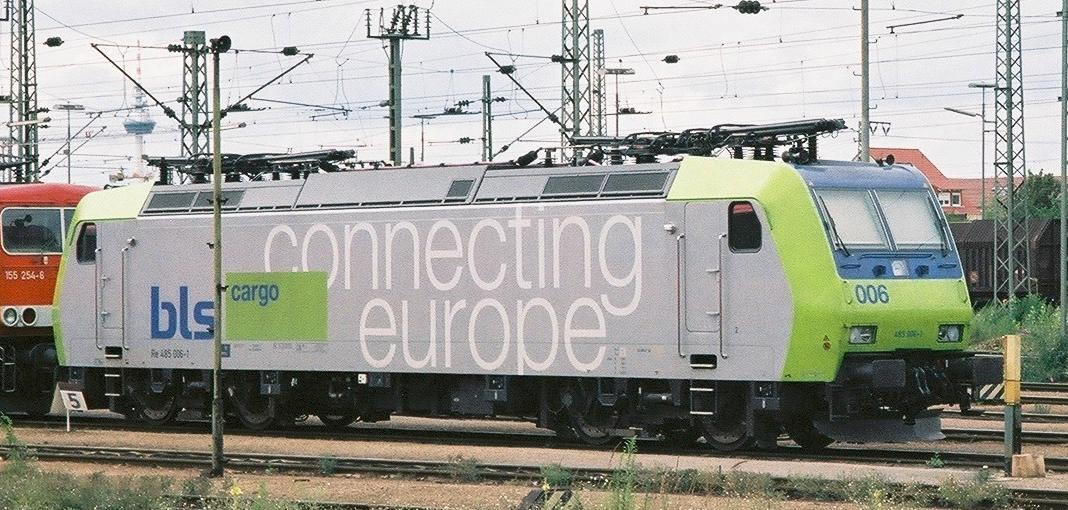
TRAXX規格のBLSカーゴRe485形
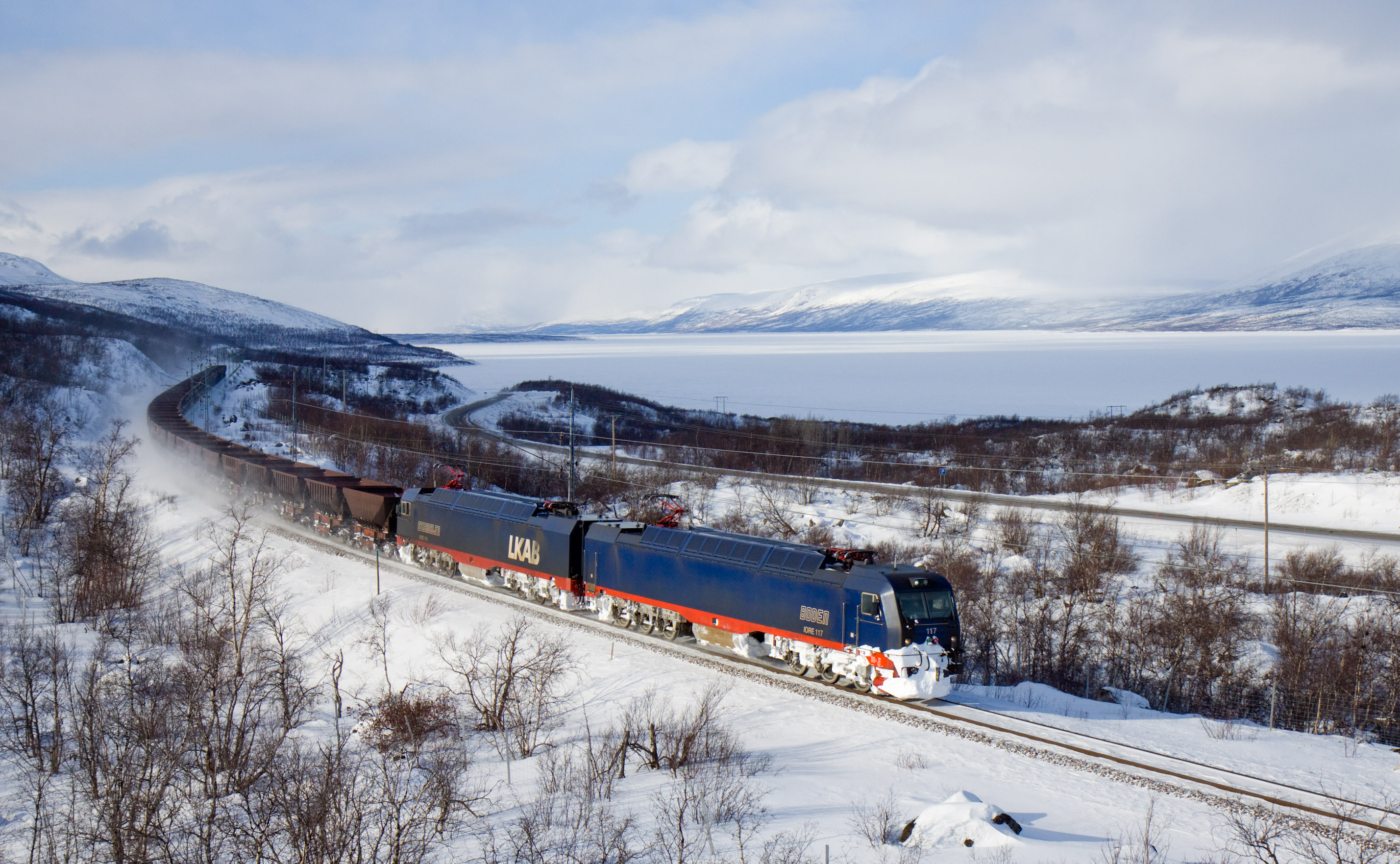
長大編成をけん引するIORE
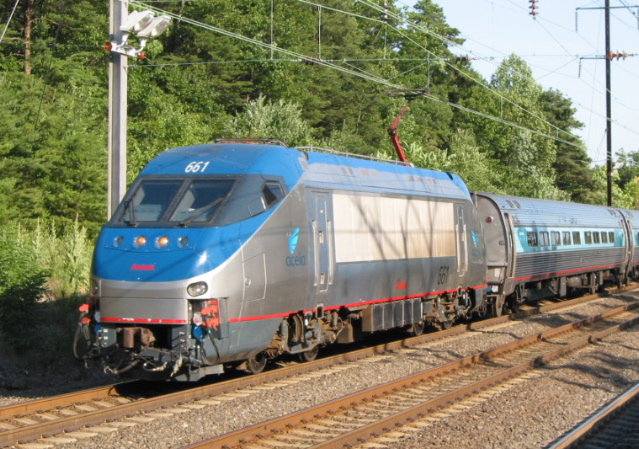
アムトラックのHHP8形

など

### 地下鉄・在来線車両

#### 北米

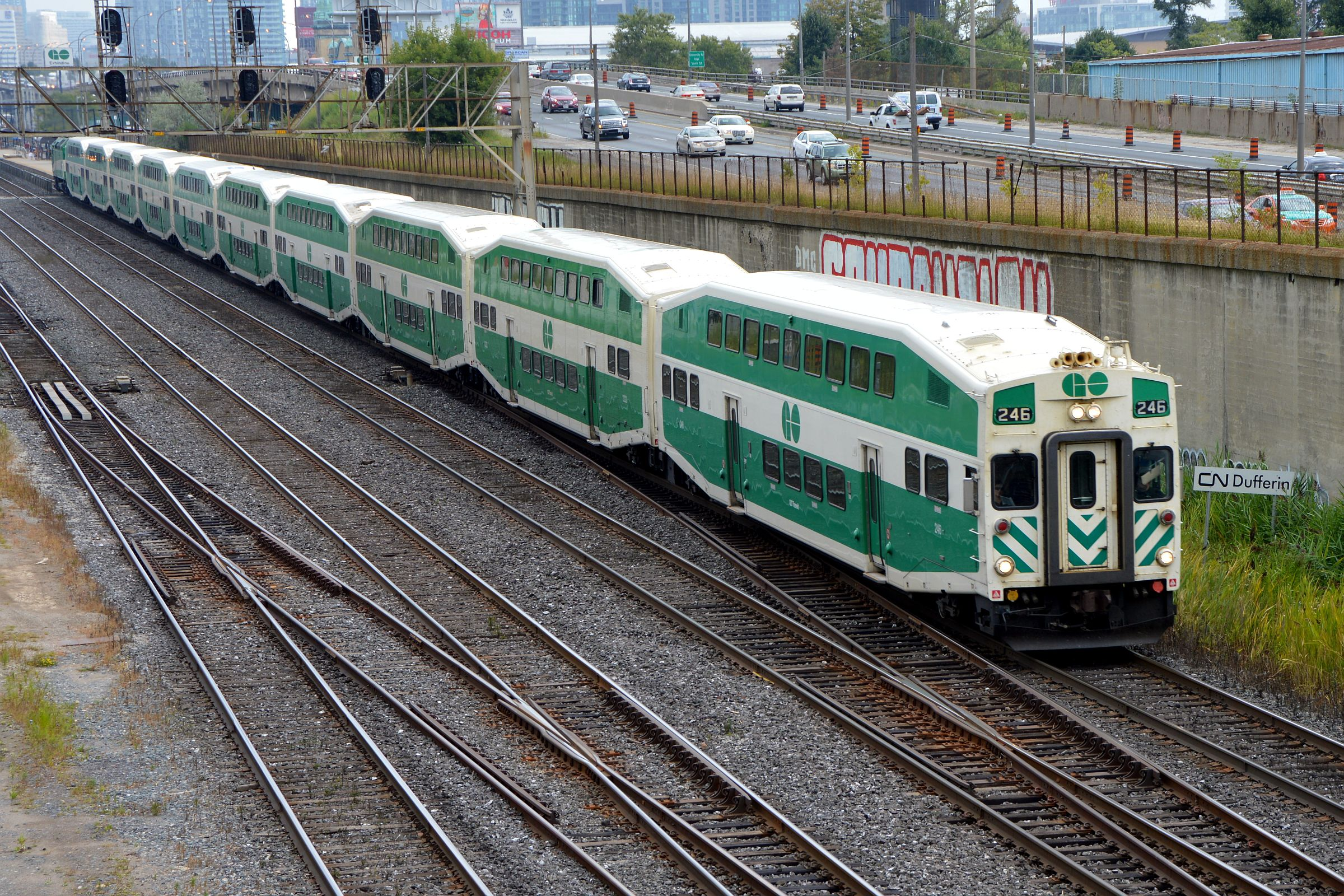
GOトランジットの2階建て客車

- アムトラック: ホライズン客車、スーパーライナーII客車
- ニューヨーク市都市交通局向け車両　R62A、R142、R179
- マサチューセッツ湾交通局 (MBTA) 向け車両
- シカゴ交通局: シカゴ・L向け車両 (5000系)
- バンクーバー・スカイトレイン向け車両の一部
- トロント交通局向け車両
- モントリオール交通局: MR73 モントリオール地下鉄車両
- ロングアイランド鉄道・メトロノース鉄道：M7電車
- コメット 都市圏向け客車
- LRC（英語版）客車
- ボンバルディア・バイレベル・コーチ
  - GOトランジット（トロント）
  - ウエストコーストエクスプレス（バンクーバー）
  - ニューメキシコ・レイルランナー・エキスプレス（アルバカーキ - サンタフェ）
  - カルトレイン（急行用）（サンフランシスコ - サンノゼ）
  - メトロリンク（ロサンゼルス近郊）
  - コースター（オーシャンサイド - サンディエゴ）
  - ほか

#### アジア
- 青蔵鉄道用、高地走行用の与圧機能装備の25T型客車

#### ヨーロッパ
- アドバンスト ラピッド トランジット
- ムービア 地下鉄用電車

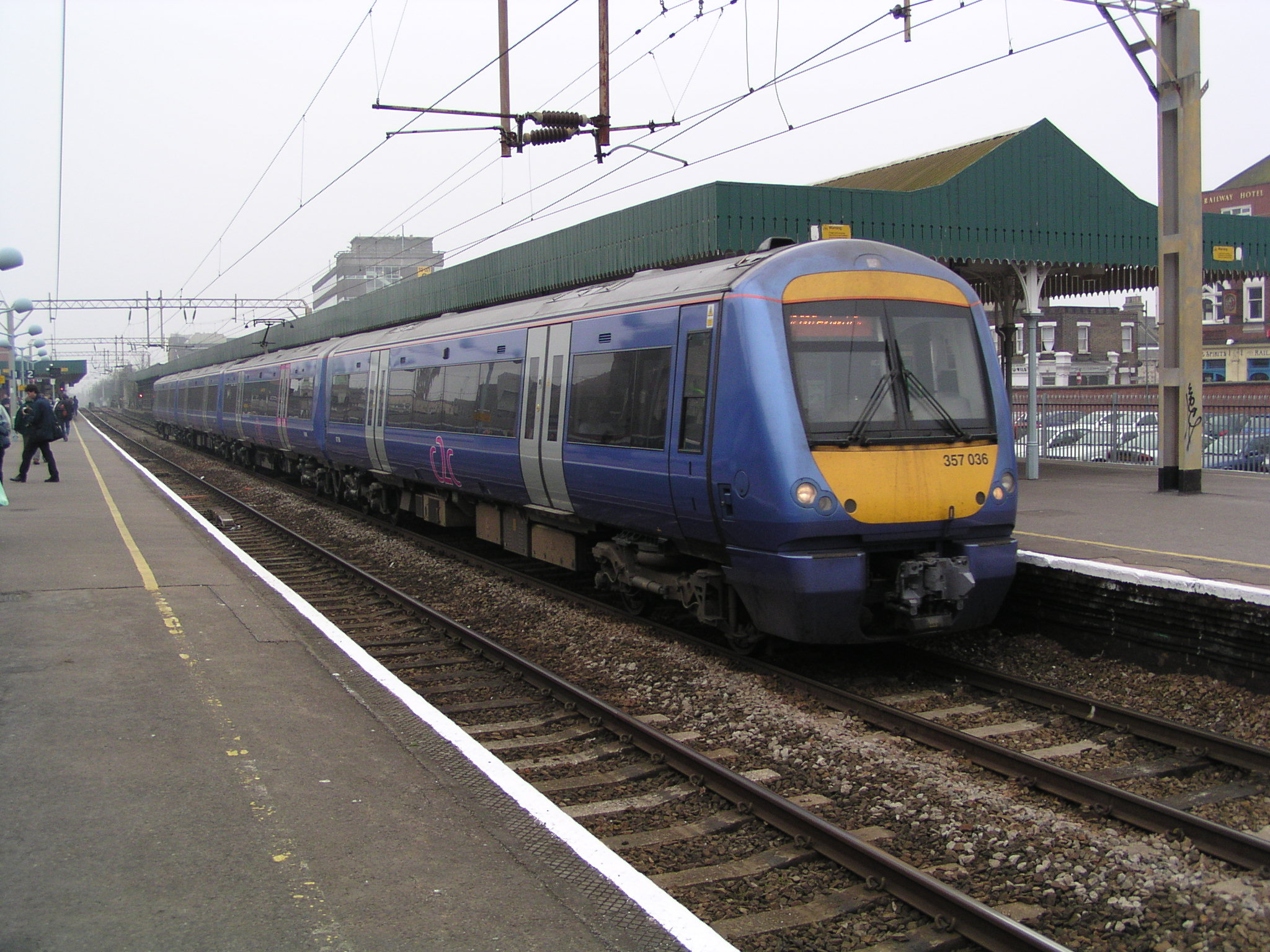
エレクトロスター EMU

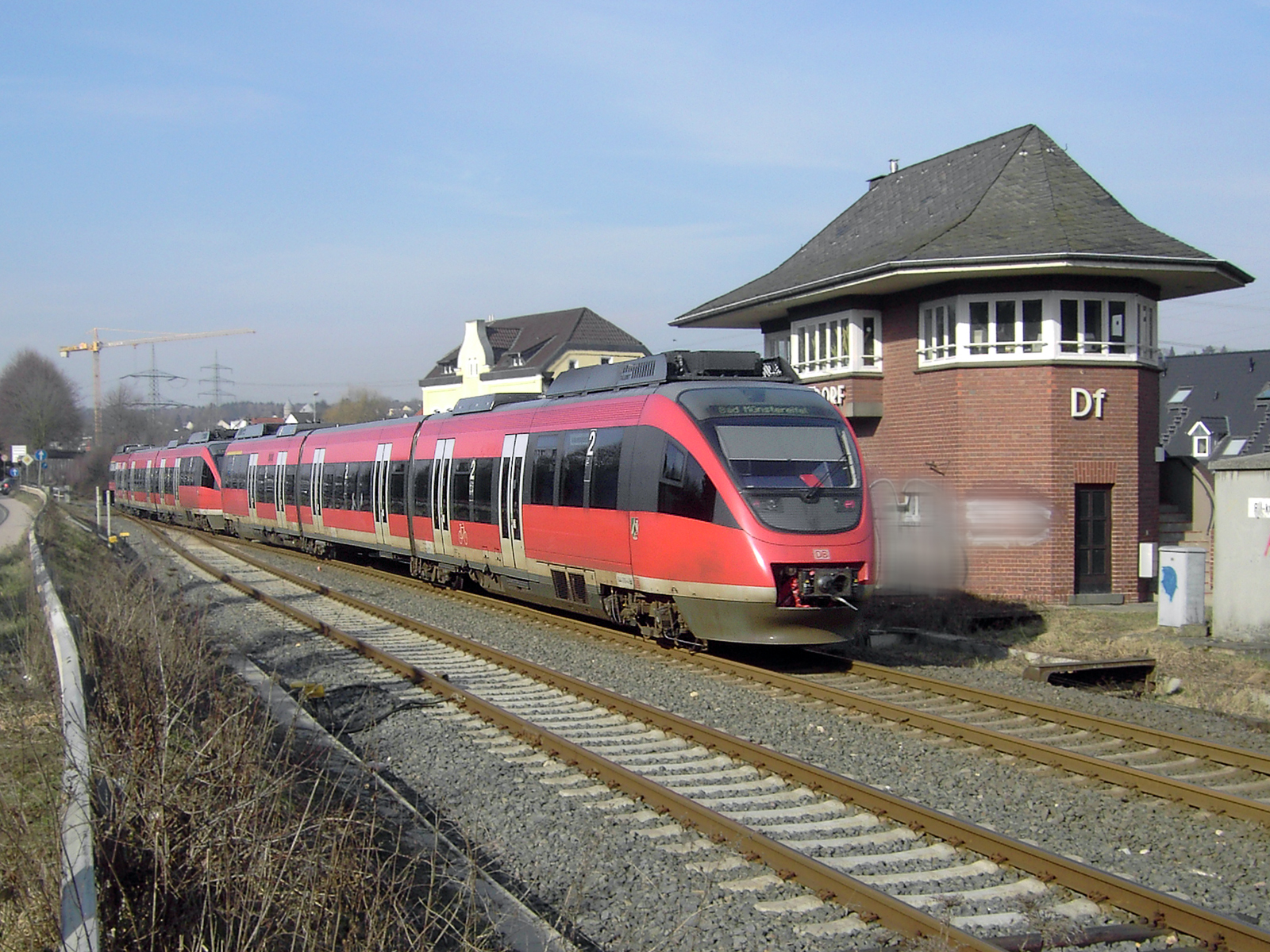
タレント DMU

- AGC (Autorail à grande capacité)
- CP2000 (Portuguese Railways Class 3400)
- エレクトロスター (Electrostar)
- ドックランズ・ライト・レイルウェイ 電車
- IC3 気動車
- レギオスウィンガー
- タレント 電車・気動車
- ターボスター (diesel)
- ヴェロシティー ディーゼル気動車V/Line, in Victoria, Australia.

### 高速鉄道向け車両
- TGV の一部
- ICE の一部
- アセラ・エクスプレス の大半
- 中国のCRH1形電車
- ジェットトレイン (実験)
- ヴォイジャー, スーパー　ヴォイジャーとメリディアン & パイオニア ディーゼル電気式気動車

など

### LRV (Light Rail Vehicle)

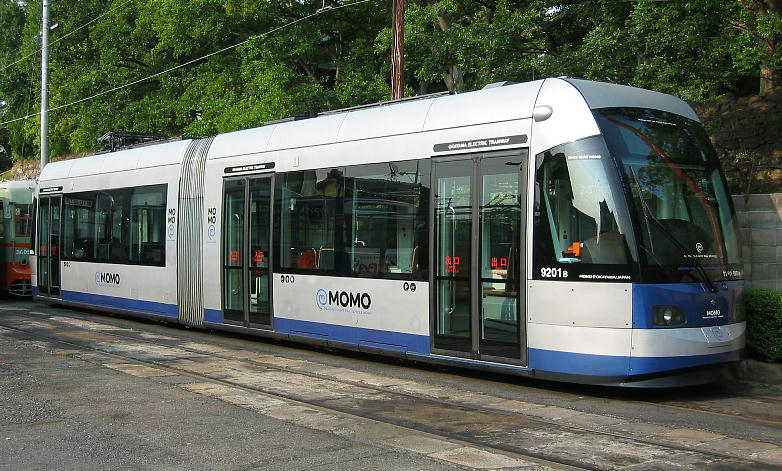
岡山電気軌道向け9200形電車(Typ Bremen/GT4M-ZR)

#### ブレーメン形 (Typ Bremen)
（買収前の）アドトランツの前身であるマン社が開発した世界最初の100%超低床LRVであり、1990年に発表された。正式なシリーズ名はなく、1993年にブレーメンで初めて導入されたので、便宜上「ブレーメン形」と呼ばれる場合がある。日本ではメーカーの形式名から「GTシリーズ」と呼ばれることもある。
※現在生産されているモデルは、後述のアウトルックの一形式インチェントロのバリエーションであり、モジュラーを共用する。
詳細は該当ページ参照のこと。
- コブラ

#### フレキシティ (Flexity)
LRV発達の過程で頻繁な企業買収で乱立したブランド（製品）を整理・統合した新ブランド。

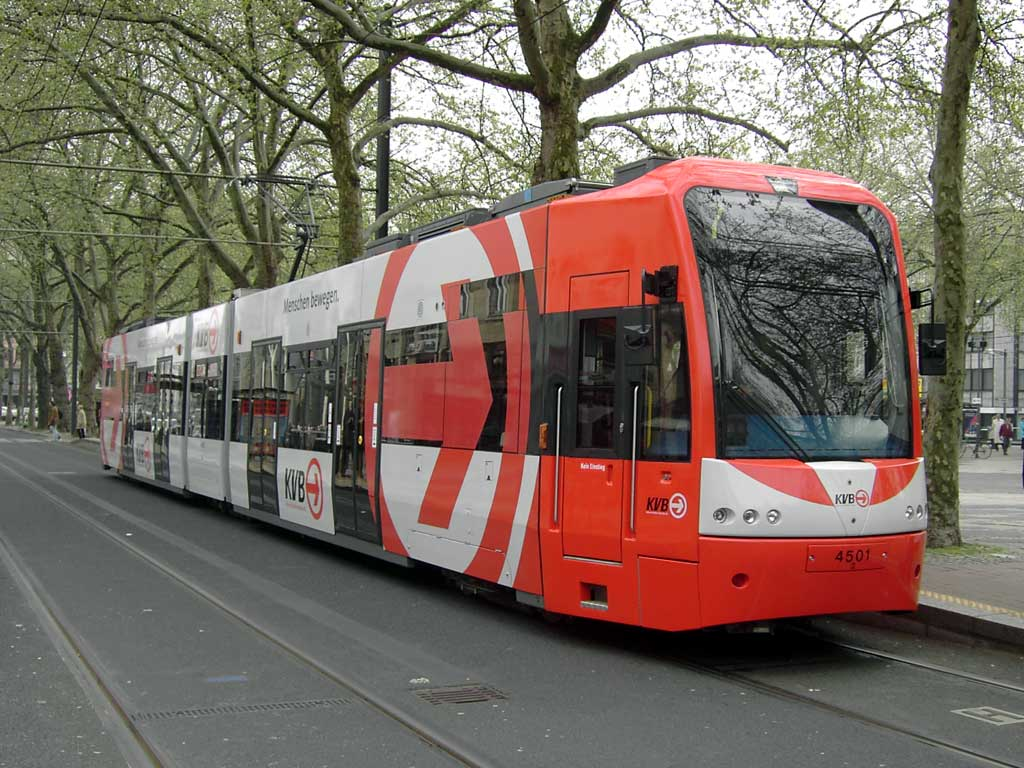
ケルンLRTのフレキシティ・スウィフト

用途・仕様に応じて、アウトルック (Outlook)、クラシック (Classic)、スウィフト](Swift)、リンク (Link) の4種類が存在する。
詳細は該当ページならびにフレキシティ・スウィフトを参照のこと。
- フレキシティ・アウトルック（英語: Flexity Outlook） Eurotram and Cityrunner
- フレキシティ・クラシック
- フレキシティ・スウィフト
- フレキシティ・リンク（トラム-トレイン） BOCLF70
- フレキシティ・フリーダム
- メトロポリタン エリア エクスプレス (MAX) LRV in ポートランド, オレゴン
- ボンバルディア誘導軽量トランジット (GLT)
- モノレール
- 自動運転式人員輸送機

## 鉄道事業者での採用
日本向け車両は、新潟鐵工所がブレーメン形を基にライセンス生産しており、新潟鐵工所の経営破綻後は新潟トランシスにライセンスが引き継がれている。
- 熊本市交通局9700形電車・0800形電車
- 岡山電気軌道9200形電車
- 万葉線MLRV1000形電車
- 富山ライトレールTLR0600形電車
- 富山地方鉄道9000形電車
- 福井鉄道F1000形電車

※その他日本国以外のライトレールについては上記各シリーズのページを参照のこと。